# إدوارد تسورن
إدوارد تسورن (بالألمانية: Eduard Zorn) هو عسكري ألماني، ولد في 8 أغسطس 1901 في ميونخ في ألمانيا، وتوفي في 4 فبراير 1945 في كولمار في فرنسا.